# Comuna Svitlodolînske, Melitopol
Svitlodolînske (în ucraineană Світлодолинське) este o comună în raionul Melitopol, regiunea Zaporijjea, Ucraina, formată din satele Kameanske, Orlove, Prîlukivka, Svitlodolînske (reședința) și Travneve.

## Demografie
Componența lingvistică a comunei Svitlodolînske
     Rusă (56,5%)
     Ucraineană (40,23%)
     Alte limbi (0,25%)
Conform recensământului din 2001, majoritatea populației comunei Svitlodolînske era vorbitoare de rusă (56,5%), existând în minoritate și vorbitori de ucraineană (40,23%).